# Боровков, Алексей Иванович
Алексе́й Ива́нович Боровко́в (род. 7 июня 1955, Ленинград) — советский и российский ученый в области вычислительной механики и цифрового инжиниринга, Почетный работник сферы образования Российской Федерации (2017).

## Биография
Родился 7 июня 1955 года в Ленинграде. Окончил школу № 199 Центрального района г. Ленинграда (сегодня — гимназия при Русском музее).
В 1978 году окончил физико-механический факультет Ленинградского политехнического института по специальности «Динамика и прочность машин». В 1985 году защитил кандидатскую диссертацию по специальности «Динамика, прочность машин, приборов и аппаратуры» по теме «Моделирование и конечно-элементный анализ композитных структур энергоагрегатов», в 2001 г. избран профессором.
В 1987 году основатель и руководитель Учебно-научной и инновационной лаборатории «Вычислительная механика» (CompMechLab), организованной по его инициативе на кафедре «Механика и процессы управления» физико-механического факультета Ленинградского политехнического института.
В 2001—2010 гг. — директор отделения компьютерных технологий проектирования и инженерного анализа Главного информационно-вычислительного комплекса СПбГПУ.
В 2002—2010 гг. — первый заместитель декана физико-механического факультета Санкт-Петербургского государственного политехнического университета (СПбГПУ).
В 2007—2010 гг. — директор по научной и инновационной деятельности НИИ материалов и технологий СПбГПУ.
С октября 2010 по май 2011 гг. — исполнительный директор Объединенного научно-технологического института, заместитель ректора по перспективным проектам.
С 2011 года по март 2021 года — проректор по перспективным проектам СПбГПУ (сегодня — Санкт-Петербургский политехнический университет Петра Великого).
С апреля 2021 года по июнь 2025 года — проректор по цифровой трансформации СПбПУ.
С июня 2025 года — главный конструктор по ключевому научно-технологическому направлению развития СПбПУ «Системный цифровой инжиниринг».
А. И. Боровков — автор более 150 научных работ, подготовил более 550 бакалавров, магистров и инженеров, научный руководитель 11 кандидатов наук.
Область научных интересов — вычислительная механика и компьютерный инжиниринг (Computer-Aided Engineering), мульти- и трансдисциплинарные компьютерные технологии для решения промышленных задач, передовые производственные технологии.

Алексей Боровков:
«Учитывая контекст Четвертой промышленной революции, определять образ петербургской промышленности будут высокотехнологичные предприятия».— 
Другие занимаемые должности:
- и.о. директора Передовой инженерной школы СПбПУ «Цифровой инжиниринг»[6];
- руководитель Научного центра мирового уровня «Передовые цифровые технологии» СПбПУ[7];
- руководитель Центра компетенций НТИ «Новые производственные технологии» на базе Института передовых производственных технологий СПбПУ[8];
- руководитель программы Инфраструктурного центра «Технет»[9];
- руководитель Инжинирингового центра «Центр компьютерного инжиниринга» (CompMechLab®) СПбПУ[10];
- руководитель Центра трансфера технологий СПбПУ «Центр трансфера и импортозамещения передовых цифровых и производственных технологий»[11];
- профессор Высшей школы механики и процессов управления Физико-механического института СПбПУ;
- председатель общественно-экспертного совета федерального проекта «Национальная технологическая инициатива»;
- лидер (соруководитель) рабочей группы «Технет» Национальной технологической инициативы (НТИ)[12];
- член Координационного совета Минобрнауки России по области образования «Инженерное дело, технологии и технические науки»[13];
- член Совета по инжинирингу и промышленному дизайну при Минпромторге России[14];
- член Президиума научно-технического совета Минцифры России;
- член Российского национального комитета по теоретической и прикладной механике;
- член Российского национального комитета по теории машин и механизмов РАН (IFToMM)[15];
- член рабочей группы по созданию интегрированного цифрового пространства БАС при президиуме Правительственной комиссии по вопросам развития беспилотных авиационных систем;
- член рабочей группы Минобрнауки России по разработке модулей по обучению навыкам проектирования, разработки, производства и эксплуатации беспилотных авиационных систем;
- член межведомственной рабочей группы по развитию высокопроизводительных вычислений, алгоритмов, искусственного интеллекта и грид-технологий, а также по развитию суперкомпьютерной инфраструктуры в Российской Федерации при Совете по цифровому развитию и информационным технологиям Минобрнауки России;
- член технического комитета по стандартизации № 700 (ТК 700) «Математическое моделирование и высокопроизводительные вычислительные технологии», председатель рабочей группы «Цифровые двойники изделий» ТК 700;
- член Межведомственной комиссии по технологическому развитию при Правительственной комиссии по модернизации экономики и инновационному развитию России;
- член Совета по грантам на оказание государственной поддержки создания и развития передовых инженерных школ;
- член президиума экспертного совета для проведения научно-технической экспертизы результатов реализации соглашений о намерениях между Правительством Российской Федерации и заинтересованными организациями в целях развития отдельных высокотехнологичных направлений;
- руководитель Комитета по проведению научно-технической экспертизы реализации «дорожных карт» по высокотехнологичным направлениям «Новое индустриальное программное обеспечение» и «Новое общесистемное программное обеспечение»;
- член Совета по развитию цифровой экономики при Совете Федерации Федерального Собрания РФ[16];
- член секций «Цифровая промышленность» и «Распространение российских цифровых продуктов и платформ» Совета по развитию цифровой экономики при Совете Федерации Федерального Собрания РФ;
- председатель Комитета по стратегии и кадрам при Наблюдательном совете АНО «Платформа НТИ»;
- член Экспертного совета АНО «Агентство стратегических инициатив по продвижению новых проектов» (АСИ);
- член экспертной рабочей группы «Инновационная деятельность, наука, исследования и технологии» АСИ;
- член президиума Национальной Ассоциации инженеров-консультантов в строительстве (НАИКС)[17];
- член-корреспондент Российской инженерной академии;
- член-корреспондент Международной академии наук высшей школы;
- действительный член (академик) Санкт-Петербургской инженерной академии по специальности «Информатика, вычислительная техника, система связи и коммуникация».

## CompMechLab
По инициативе А. И. Боровкова в 1987 году на кафедре «Механика и процессы управления» физико-механического факультета Политехнического университета организована учебная и научно-исследовательская лаборатория «Вычислительная механика» (Computational Mechanics Laboratory — CompMechLab), заведующим которой он стал. На базе УНИЛ «Вычислительная механика» затем были созданы Центр наукоемких компьютерных технологий (Centre of Excellence — первый в СПбПУ центр превосходства, 2003 г.), высокотехнологичная инжиниринговая spin-out компания ООО Лаборатория «Вычислительная механика» (2006 г.), малое инновационное предприятие ООО «Политех-Инжиниринг» (2011 г.) и Инжиниринговый центр «Центр компьютерного инжиниринга» СПбПУ (2013 г.).
В настоящее время группа компаний функционирует под общим брендом CompMechLab® (CML®).

## Фабрики Будущего
А. И. Боровков — лидер мегапроекта федерального значения по созданию Фабрик Будущего в России, представленного и поддержанного на расширенном заседании экспертного совета Агентства стратегических инициатив 21 июля 2016 года, прошедшего под председательством президента Российской Федерации В. В. Путина.
Из интервью помощника Президента России А. Р. Белоусова после заседания президиума Совета при Президенте РФ по модернизации экономики и инновационному развитию России 24 июня 2016 года:

«Сегодня Алексей Иванович рассказывал о Цифровой фабрике, и это, конечно, фантастический успех, фантастический результат, недооцененный. Нам еще очень много предстоит поработать для того, чтобы все это развернуть, чтобы сделать это моделью и образцом для других научно-производственно-образовательных центров. Но то, что у нас в стране есть такие центры, это, конечно, является предметом гордости».
Денис Мантуров, Министр промышленности и торговли Российской Федерации, 21 июля 2016 года:

«То, о чем Алексей Иванович рассказал, — это только один из примеров взаимодействия с нашим ведомством. Единая модульная платформа, как в народе говорят «Кортеж», — один из проектов, при начале реализации которого мы и узнали о потенциале питерского Политеха, в частности, о возможностях Инжинирингового центра, который создан Алексеем Ивановичем. Мы узнали не от наших, российских коллег, а от иностранцев. В партнерстве с другими участниками в проекте участвует Porsche Engineering, представители которого и сказали: «У вас уже есть чемпион, которого нужно максимально использовать в этом проекте». Поэтому мы рассчитываем, что те наработки, которые уже сделаны, лягут в основу Национальной технологической инициативы, и мы обязательно будем использовать те наработки, тот опыт, который есть у коллег».
С августа 2017 года по сентябрь 2019 года А. И. Боровков — руководитель Проектного офиса «Фабрики Будущего» в Санкт-Петербурге.

## Инновационная деятельность и признание
Научно-исследовательская, просветительская, инновационная и предпринимательская деятельность А. И. Боровкова многократно получала высокую оценку экспертного сообщества и была отмечена разнообразными частными, общественными и государственными премиями, среди которых: премия Правительства Санкт-Петербурга «За выдающиеся достижения в области высшего профессионального образования» — цикл работ «Подготовка конкурентоспособных специалистов нового поколения, обладающих компетенциями мирового уровня» в научной области «Механика, машиностроение, вычислительная механика и компьютерный инжиниринг» — в номинации «Научные достижения, способствующие повышению качества подготовки специалистов и кадров высшей квалификации» (2008); XI независимая бизнес-премия «Шеф года», присуждаемая федеральной группой деловых проектов Chief Time и журналом «Человек Дела» (2017); премия Правительства Санкт-Петербурга «За выдающиеся достижения в области высшего образования и среднего профессионального образования» — в номинации «В области интеграции образования, науки и промышленности» за работу «Создание и развитие первого в России института передовых производственных технологий» (2019) и многие другие.
Награжден медалью имени Кондратюка Ю. В. Федерации космонавтики России.
В 2017 году ООО Лаборатория «Вычислительная механика» (головная компания группы компаний CompMechLab®) стала лауреатом Национальной промышленной премии Российской Федерации «Индустрия».
В декабре 2017 года А.И. Боровкову присвоено звание «Почетный работник сферы образования Российской Федерации».
1 июля 2019 года приказом руководителя управления Республики Северная Осетия-Алания по информационным технологиям и связи А.Т. Салбиева (приказ №19/1 от 01.07.2019) за активное участие в цифровизации Республики Северная Осетия-Алания награжден нагрудным знаком «За цифровизацию Алании» — одной из почетных ведомственных наград Северной Осетии-Алании.
28 мая 2020 года награжден Знаком отличия «За заслуги перед Санкт-Петербургом» — одной из высших наград Санкт-Петербурга.
29 сентября 2020 года приказом генерального директора госкорпорации «Росатом» А.Е. Лихачева (приказ № 1/413-лс от 25.09.2020) за многолетний добросовестный труд, высокий профессионализм, активное участие в реализации задач госкорпорации «Росатом» и в связи с 75-летием атомной отрасли награжден юбилейной медалью Госкорпорации по атомной энергии «Росатом» «75 лет атомной отрасли России».
В декабре 2020 года Первый заместитель Председателя Правительства России Андрей Белоусов вручил благодарности девяти лидерам проектов Национальной технологической инициативы за существенный вклад в развитие отечественного технологического бизнеса. В числе награжденных — руководитель Центра НТИ СПбПУ А.И. Боровков: за разработку первого в России предсерийного электромобиля «КАМА-1» (также проект получил премию «Технологический прорыв — 2020») и создание математической прогнозной модели распространения COVID-19.
27 мая 2022 года награжден Премией Правительства Санкт-Петербурга им. А.Н. Крылова за выдающиеся научные результаты в области науки и техники за «разработку и успешное внедрение на предприятиях России технологии создания цифровых двойников высокотехнологичных изделий промышленности» (Постановление Правительства Санкт-Петербурга от 20.05.2022 № 434).
21 сентября 2022 года Указом №654 Президента Российской Федерации Владимира Путина за большие заслуги в научно-педагогической деятельности, подготовке квалифицированных специалистов и многолетнюю добросовестную работу награжден медалью ордена «За заслуги перед Отечеством» II степени.
27 февраля 2024 года отмечен ведомственной наградой Министерства транспорта Российской Федерации — медалью «За взаимодействие».
26 апреля 2024 года удостоен персональной награды в номинации «Наука» II Национальной премии за вклад в развитие цифровизации городского хозяйства «Умный город», проводящейся при поддержке Минстроя России, Минцифры России и МЧС России, — за личный вклад в развитие науки для цифровой трансформации городского хозяйства.
7 мая 2024 года получил звание «Заслуженный работник связи и цифрового развития Санкт-Петербурга».
16 апреля 2025 года Раисом Республики Татарстан Р. Н. Миннихановым награжден медалью «100 лет образования Татарской Автономной Советской Социалистической Республики».